# Condado de White (Indiana)
El condado de White es un condado estadounidense, situado en el estado de Indiana. Según el censo de los Estados Unidos del 2000, la población es de 25 267 habitantes. La cabecera del condado es Monticello.

## Geografía
Según la Oficina del Censo de los Estados Unidos, el condado tiene un área total de 1318 km² (509 millas²). De estas 1308 km² (505 mi²) son de tierra y 10 km² (4 mi²) son de agua. 

### Colindancias
- Condado de Pulaski - norte
- Condado de Cass - este
- Condado de Carroll - sureste
- Condado de Tippecanoe - sur
- Condado de Benton - oeste
- Condado de Jasper - noroeste

## Historia
El Condado de White se formó en 1834. Su nombre es en honor de Isaac White, quien murió en la Batalla de Tippecanoe en 1811. 

## Demografía
Según el censo del año 2000, hay 25 267 personas, 9727 cabezas de familia, y 7090 familias que residen en el condado. La densidad de población es de 19 hab/km² (50 hab/mi²). La composición racial tiene:
- 89,86% Blancos (no hispanos)
- 5,34% Hispanos (todos los tipos)
- 0,16% Negros o Negros americanos (no hispanos)
- 3,19% Otras razas (no hispanos)
- 0,25% Asiáticos (No hispanos)
- 0,92% Mestizos (no hispanos)
- 0,25% Nativos americanos (no hispanos)
- 0,04% Isleños (no hispanos)

Hay 9727 cabezas de familia, de los cuales el 32,40% tienen menores de 18 años viviendo con ellos, el 60,40% son parejas casadas viviendo juntas, el 8,40% son mujeres que forman una familia monoparental (sin cónyuge), y 27,10% no son familias. El tamaño promedio de una familia es de 2,99 miembros.
En el condado el 25,8% de la población tiene menos de 18 años, el 7,80% tiene de 18 a 24 años, el 27,8% tiene de 25 a 44, el 23,80% de 45 a 64, y el 14,8% son mayores de 65 años. La edad media es de 38 años. Por cada 100 mujeres hay 96,80 hombres. Por cada 100 mujeres mayores de 18 años hay 93,50 hombres.
Tabla de la evolución demográfica:
|       | 1900   | 1910   | 1920   | 1930   | 1940   | 1950   | 1960   | 1970   | 1980   | 1990   | 2000   |
| ----- | ------ | ------ | ------ | ------ | ------ | ------ | ------ | ------ | ------ | ------ | ------ |
| TOTAL | 15 831 | 17 037 | 17 351 | 17 602 | 18 042 | 19 138 | 19 709 | 20 995 | 23 265 | 23 867 | 25 267 |

## Economía
Los ingresos medios de un cabeza de familia el condado es de $40,7071 y el ingreso medio familiar es $46,436. Los hombres tienen unos ingresos medios de $33 232 frente a $21 431 de las mujeres. El ingreso per cápita del condado es de $18 323. El 7,00% de la población y el 4,30% de las familias están debajo de la línea de pobreza. Del total de gente en esta situación, 8,80% tienen menos de 18 y el 8,30% tienen 65 años o más.

## Ciudades y pueblos
| - Brookston - Buffalo - Burnettsville - Chalmers - Monon | - Monticello - Norway - Reynolds - Wolcott - Cedar Point | - East Monticello - Headlee - Idaville - Badger Grove - Bell Center | - Golden Hill - Guernsey - Headlee - Idaville - Indiana Beach | - Lee - Round Grove - Sitka - Smithson - Springboro |

## Educación

### Escuelas preparatorias y secundarias
- Tri-County Middle-Senior High School
- Frontier Junior-Senior High School
- North White High School
- North White Middle School
- Roosevelt Middle School

### Escuelas primarias
| - Buffalo Elementary School - Eastlawn Elementary School - Frontier Elementary School - Meadowlawn Elementary School - Monon Elementary School | - Oaklawn Elementary School - Reynolds Elementary School - Woodlawn Elementary School - Tri-County Intermediate School |